# VVV (rivista)
VVV è una rivista surrealista, pubblicata a New York in soli quattro fascicoli dal 1942 al 1944. Alcuni numeri sono conservati presso il Metropolitan Museum of Art.

## Genesi e contenuti
Rifugiatosi a New York dal mese di luglio 1941, André Breton tentò di ricomporre un gruppo surrealista insieme ad altri artisti europei in esilio. Al gruppo si unirono vari artisti americani.
Negli Stati Uniti dal 1940 esisteva già la rivista View, curata dal poeta ed artista Charles Henri Ford e pubblicata fino al 1947, in cui tuttavia il surrealismo costituiva soltanto uno degli argomenti trattati. Le idee del nuovo gruppo surrealista trovarono espressione nel periodico VVV.
In quanto cittadino francese, per la legislazione statunitense Breton non poteva essere l'unico direttore di un periodico. Pertanto assegnò il ruolo di condirettore al pittore David Hare; nel comitato di redazione entrarono a far parte Marcel Duchamp e Max Ernst.
La rivista nacque sul modello del Minotaure, il maggiore periodico surrealista. Se pure non fu possibile eguagliarne lo sfarzo a causa del periodo bellico, venne mantenuta la consuetudine di rendere speciali le copertine attraverso la commissione di opere destinate allo scopo.
Le tre "V" del titolo stavano per Victory (Vittoria), View (Vista) e Veil (Velo), parole con le quali André Breton faceva riferimento alla "vittoria sulle forze della regressione, la vista intorno a noi e dentro di noi, il mito nel processo di formazione sotto il velo di ciò che accade".
Ogni uscita era dedicata alla poesia, alle arti plastiche, all'antropologia, alla sociologia ed alla psicologia, come dichiarato nel sottotitolo Poetry, Plastic Arts, Anthropology, Sociology, Psychology.
La rivista era sperimentale sia per il formato di stampa, sia per il contenuto. Conteneva pagine ripiegate, fogli di formati differenti e carta grezza, oltre a caratteri tipografici marcati e colori accesi.
Su VVV Breton pubblicò fra l'altro i Prolégomènes à un troisième Manifeste du surréalisme ou non ("Prolegomeni ad un terzo Manifesto del surrealismo o meno").
Alcuni critici, fra i quali Yve-Alain Bois, considerarono VVV la risposta di Breton alle idee espresse da Paalen sulla rivista DYN, sostenendo la tesi di un dialogo sotterraneo fra i due periodici.

## Collaboratori
VVV fu il prodotto dei maggiori surrealisti dell'epoca. Il periodico era diretto da David Hare in collaborazione con Marcel Duchamp e Max Ernst, sotto la guida di André Breton.
Alla redazione parteciparono anche pensatori ed artisti quali Aimé Césaire, Philip Lamantia, Robert Motherwell, Harold Rosenberg, Roger Caillois e Claude Lévi-Strauss.. Inoltre la rivista venne illustrata da artisti surrealisti quali Giorgio de Chirico, Roberto Matta e Yves Tanguy.

## Fascicoli
Della rivista non vennero pubblicati che quattro numeri in tre uscite, essendo riuniti in un unico volume il secondo e terzo fascicolo.
Il primo numero del giugno 1942 conteneva i Prolégomènes à un troisième manifeste ou non di Breton. La copertina di tale numero venne realizzata da Max Ernst.
Nel numero doppio 2-3 pubblicato nel marzo 1943 venne inserito il testo di una conferenza tenuta da Breton presso l'Università di Yale nel dicembre 1942, intitolato Situation du surréalisme entre les deux guerres ("Situazione del surrealismo fra le due guerre"). La copertina era caratterizzata da un ready made di Marcel Duchamp, realizzato con il ritaglio di una figura femminile prigioniera del filo metallico normalmente utilizzato per le recinzioni dei pollai.
Nel numero 4 del febbraio 1944 vennero pubblicati testi di Benjamin Péret (La Pensée est UNE et indivible) e di Pierre Mabille (Le Paradis). La copertina di quest'ultimo numero venne realizzata da Roberto Matta.